# Cidade Ocidental
| \| Cidade Ocidental \| |
| Lage in Goiás          |
| Cidade Ocidental       |

| Cidade Ocidental |

Cidade Ocidental ist eine brasilianische politische Gemeinde und Stadt im Bundesstaat Goiás in der Mesoregion Ost-Goiás und in der Mikroregion Entorno de Brasília . Sie liegt südlich der brasilianischen Hauptstadt Brasília und westnordwestlich von Goiânia, der Hauptstadt des Bundesstaates.

## Geographische Lage
Cidade Ocidental grenzt
- im Norden an den Bundesdistrikt Brasília
- im Osten an Cristalina
- im Süden an Luziânia
- im Westen an Valparaíso de Goiás